# Иоанн Эфесский
Иоа́нн Эфе́сский (др.-греч. Ίωάννης τῆς Έφέσου; ок. 507 — ок. 586) — епископ Асийский, последовательный сторонник миафизитской, нехалкидонитской (англ. non-Chalcedonian) христологии, один из лидеров антихалкидонской оппозиции в Византийской империи, представитель параллельной сирийской иерархии, созданной Иаковом Барадеем. Один из наиболее ранних и значительных историков, писавших на сирийском языке. Согласно халкидонитской полемической традиции, в большинстве русскоязычных источников именуется «монофизитом».
Иоанн был лидером партии столичных антихалкидонитов в правление императора Юстиниана I, по приказу которого в 542 году вёл в районе Эфеса миссионерскую деятельность. Боролся против иудеев и монтанистов в Малой Азии, против язычников в столице. После смерти Юстиниана много лет провёл в темницах за свою антихалкидонскую деятельность. Во внутренней борьбе миафизитов он принадлежал к партии, безуспешно боровшейся против развивавшегося на Востоке сепаратизма.
Написанные Иоанном Эфесским произведения являются уникальным источником для изучения нехалкидонской христианской общины в VI веке. Его обширная «Церковная история» является ценным историческим источником, и содержит, в частности сведения о нашествиях славян, авар и гуннов в 540—570 годах.

## Биография
Несмотря на крупную роль Иоанна Эфесского в антихалкидонской церковной партии VI века, о его жизни сохранилось очень немного сведений, в основным в его собственных трудах и хронике Михаила Сирийца.

### До переезда в Константинополь
Будущий епископ родился недалеко от Амиды (современный Диярбакыр в южной Турции). Год его рождения точно не известен, из относящихся к этому периоду дат известно только, что в возрасте 15 лет он поступил в Амидский монастырь Иоанна, однако, когда это произошло также не известно. По некоторым источникам, это произошло 832 или 833 годах селевкидской эры, что означает год рождения около 506 или 507 года н. э. По другим подсчётам Иоанн родился около 516 года. Этническая принадлежность Иоанна также не вполне ясна, сам он называл себя «сирийцем» без каких-либо дополнительных подробностей.
С раннего детства Иоанн был предопределён к духовной карьере. В своих произведениях Иоанн рассказывает, что до его рождения у его родителей рождалось несколько сыновей, умиравших до достижения двухлетнего возраста. Когда в том же возрасте у Иоанна проявились признаки смертельной болезни, его привели в монастырь столпника Марона, который велел накормить ребёнка чечевицей с монастырской кухни, после чего полумёртвый Иоанн пришёл в себя и вскоре поправился. Марон взял с родителей Иоанна обещание привести его через два года обратно и отдать на воспитание. Таким образом, Иоанну было всего четыре года, когда он поступил в монастырь. Столь ранний приём в монастырь не был в то время в Сирии чем-то не обычным, так как правила Василия Великого никак не ограничивали возраст принимающего монашеский обет. С этого же возраста в монастыре начиналось обучение грамоте, что считалось одним из видов монашеского подвига. Обычно в курс обучения, длившегося 4—5 лет, входило пение псалмов и чтение Священного Писания. Монастырь Марона носил название «монастырь Воздержного» и, судя по приводимым Иоанном описаниям, находился в Амидской долине на правом берегу Тигра. Духовным руководителем Иоанна в этот период был сам Марон, славившийся своим подвижничеством — он 11 лет провёл в дупле дерева и 29 на столпе.

В зимнее время отовсюду раздавалось святое и божественное пение: не только из общего помещения, но и из отдельных помещений, где молились поодиночке,— из всех зданий и келий, притворов и углов, портиков и атриумов этого великого монастыря. А в летнее время,— удивительно было видеть и слышать,— в продолжение всей ночи в окрестности монастыря, особенно на широкой и длинной мостовой, стояли в молитве рядами по два, по четыре и более… и звук их рыдания слышался со всех сторон от общей полунощницы до звона к утрене, когда собирались для общей службы. Потом весь день, как написано, поучались в законе Божием; в чтении Писаний, молитве и службах определённых часов… (А ночью опять) одни стояли рядами с палками, другие — опираясь на стены, третьи видны были на кровле дома, полустоя, полувися, подвязав себя подмышками верёвками и виноградными подвязками; так поступали старые и юные, сильные и слабые.
После смерти Марона около 521 года, Иоанн, не желая возвращаться к родственникам, удалился в монастырь Иоанна Амидского, находившегося близ города, у его северной стены. Этот монастырь, основанный 398/399 годах, был самым крупным из пригородных монастырей и насчитывал до 400 монахов. Монастырь был одним из главных оплотов нехалкидонитов, в отличие от многих других монастырей, из которых была изгнана лишь часть монахов, все его обитатели вошли в состав «амидской тысячи» — большой группы монахов, непримиримых противников догматов Халкидонского собора, изгнанных из разных монастырей. Вместе с ними, в том же 521 году Иоанн поселился в «великом и знаменитом монастыре св. Мамы, что в селении Хазин в стране Тишпа». Там Иоанн много занимался изучением церковной литературы — помимо благочестия, монастырь св. Мамы славился учёностью своих настоятелей. Там же он общался с видными деятелями антихалкидонского движения, изгнанными из столицы после смерти Анастасия.
В 840 году селевкидской эры Иоанн получил посвящение в дьяконы от знаменитого в те годы епископа Иоанна Телльского, который, путешествуя по Востоку, тайно совершал хиротонии, запрещённые Юстинианом для противников Халкидонского собора. В этот период Иоанн много путешествовал — странничество считалось одним из видов подвижничества, как по лишениям, с ним связанным, так и по разрыву земных связей — встречаясь с отшельниками и аскетами. Ещё во время пребывания у Марона Иоанн совершил паломничество в Файтар, а позднее посетил основные монастыри Амидской области и удалённые монашеские поселения в верховьях Междуречья. Примерно в 533 году Иоанн совершил путешествие до Антиохии, провожая в Константинополь и Александрию своих друзей.
Через два года Иоанн добился разрешения посетить Египет, где его, как признанного специалиста по аскетический литературе охотно принимали местные христиане. Оттуда он путешествовал вглубь Ливийской пустыни, где близ монастыря св. Мины поселились изгнанники из Сирии. Затем он вернулся в Александрию, откуда в родной монастырь, пробыв в общей сложности в Египте три месяца. В этом же году он посетил Константинополь, где впервые встретился с Юстинианом. Поскольку не сохранилось упоминаний о встрече Иоанна с Севиром Антиохийским, прибывшим в Константинополь зимой 535—536 годов, вероятно Иоанн покинул столицу раньше. В феврале 537 года Иоанн был ещё среди «амидской тысячи» в «монастыре Тополей», где стал свидетелем переговоров с монахами посланцев антиохийского патриарха Ефрема, прилагавшего значительные усилия по искоренению антихалкидонитства в своём диоцезе. После того, как монахи отказались впустить патриарха в монастырь, «тысяче» пришлось, разбившись на отряды, спасаться бегством. Иоанн, как диакон, был во главе отряда из 10 человек, вместе с которыми провёл остаток зимы в горах на Евфрате, страдая от холода и питаясь подаянием.
Около 540 года Иоанн переселяется в Константинополь, хотя в последующие годы, совершая свои путешествия, он неоднократно посещал родные места.

### В правление Юстиниана

#### В Константинополе
Переселившись в Константинополь, Иоанн очень скоро из преследуемого властями беглеца становится влиятельным придворным, исполняющим важные поручения императора. Оправдывая своё долговременное пребывание в столицы, Иоанн писал, что он жил там «сначала по причине гонения», а потом, в течение более 30 лет, «ради обращения язычников». Относительно первой части его утверждения неизвестно, имел ли он какую-то специальную миссию от своего монастыря или просто спасался от преследований. Поскольку в первые годы своей столичной жизни он продолжал свои учёные занятия и не вмешивался в политические процессы, второе предположение вероятнее.
Местом своего проживания Иоанн избрал поместье патрикия Проба, единственного из племянников императора Анастасия, пережившего восстание Ника. Там он познакомился с Симеоном, епископом Бет-Аршамским, который прославился своими диспутами с несторианами в Персии. После смерти Симеона, Иоанн вместе с учениками последнего разбирал его архивы, среди которых были материалы, вошедшие впоследствии в «Церковную историю», в частности, относящиеся к мученикам Неджрана. В 541 году Иоанн посещает Александрию, на обратном пути встречаясь на острове Родос епископа Иоанна Ифестского, который оттуда, по примеру Иоанна Телльского совершал поездки по Малой Азии для совершения хиротоний. Иоанн Эфесский совершил с ним несколько таких путешествий, совершая посвящения на глазах у властей в Траллах и Эфесе. В Палестине он застал начало «Юстиниановой чумы», оставив в своей «Истории» описание её ужасов. Возможно, это были два разных путешествия.
В период после 542 года Иоанн становится активным участником церковной политики, поддерживая отношения как с главной штаб-квартирой нехалкидонитов в Дерке, так и с придворной нехалкидонитской партией. Об обстоятельствах знакомства с Феодорой Иоанн не сообщает, однако отзывается о ней в самых превосходных выражениях: «правоверная, исполненная ревности», «христолюбивая царица, поставленная Богом в трудные времена для поддержки гонимых». Его уважение к императрице не уменьшало и знание им подробностей её прошлого. Относительно Юстиниана Иоанн также отзывался одобрительно, не как о еретике, а как о человеке, стараниями халкидонитов поставленном на неправильную дорогу в своём похвальном стремлении к умиротворению церкви. Тем не менее, к политике Юстиниана Иоанн относился отрицательно, и в официальных богословских диспутах он не участвовал.
После смерти императрицы в 548 году сторонники унии решили сделать очередную попытку уговорить «восточных», надеясь, что без поддержки Феодоры они скорее пойдут на уступки. Юстиниан поручил Иоанну отправиться на Восток, чтобы созвать в столицу представителей всех монастырей Сирии. Несмотря на обещанную награду Иоанн решительно отказался участвовать в этом деле. Собор, тем не менее состоялся, хотя и без результатов. Столь же безучастно отнёсся Иоанн к осуждению «трёх глав» и пятому собору.

#### Миссионерская деятельность
Гораздо больший интерес Иоанна вызывала миссионерская деятельность. Действуя от имени Юстиниана, поставившего в качестве одной из целей своей религиозной политики искоренение язычества, Иоанн осуществлял проповедь христианства в Малой Азии. Согласно его сообщению, «В 853 году совершилось действие благодати Божией в странах Азии, Карии, Лидии и Фригии тщанием державного Юстиниана, и излилась обильно посредством нашего ничтожества, то есть Иоанна Асийского: 70,000 душ силою Духа Святого были научены и приведены от заблуждения языческого, почитания идолов и служения демонам к истинному ведению, и были обращены и знаменованы и крещены во имя господа нашего Иисуса Христа». Такие большие цифры, вероятно, свидетельствуют о том, что обращение производилось скорее механическими средствами, а не проповедью.
В дальнейшем деятельность Иоанна, по его собственным показаниям, сводилась к разрушению языческих капищ и идолов и к организации христианских храмов и монастырей. Всё это требовало продолжительной и упорной работы, поэтому миссия Иоанна, в качестве базы которой он избрал окрестности города Траллы, не ограничилась 542 годом и продлилась до 571, когда вследствие возобновившихся гонений и старости Иоанн передал руководство миссией своему сотруднику, Девтерию.
В результате деятельности Иоанна в Малой Азии было уничтожено большое количество языческих святилищ и учреждено 12 монастырей и 99 церквей. Более половины построек было построено за счёт казны, остальные за счёт новообращённых. Эта миссионерская деятельность сделала Иоанна известным, он стал главным инквизитором Юстиниана, с полномочиями не только на язычников, но и на иноверцев вообще.
В Малой Азии Иоанн боролся также с иудеями, у которых отобрал семь синагог и превратил их в храмы, и с монтанистами. О преследовании последних сообщается также у Прокопия Кесарийского в «Тайной истории». Во Фригии город Пепуза являлся главным центром монтанизма; в находящейся там кенассе хранились кости Монтана и его многочисленных жён, являвшиеся центром поклонения. Ещё при императоре Юстине I был отдан приказ уничтожить их, однако монтанисты подкупили епископа и были сожжены другие кости. Иоанн сумел добиться своего, и благодаря его рвению были уничтожены не только останки основателя ереси, но и синагога с хранившимися в ней книгами.

#### Инквизиционная деятельность и укрепление антихалкидонской партии
Значительной была деятельность Иоанна по преследованию язычников в столице. В 545—546 по его инициативе было начато большое расследование, в ходе которого под пытками было изобличено большое количество представителей высшей аристократии и образованного класса. После оглашения в церкви язычников ждал «суровый суд»; дальнейшая их судьба неизвестна. Вероятно, они не были казнены, хотя самый высокопоставленный из них, бывший префект претория Фока принял яд, по мнению Иоанна, «совершенно справедливо». Любопытно, что Прокопий Кесарийский называет этого Фоку в числе всего двух людей, занимавших эту должность, и не бравших взяток.
Михаил Сириец приводит рассказ, вероятно, заимствованный из «Истории» Иоанна, об ещё одном процессе под руководством Иоанна на 35 году правления Юстиниана. Речь идёт о пяти жрецах, которых вместе с «идолами» и книгами привезли из Афин, Антиохии и Гелиополя. 2000 книг и множество статуй, согласно хронике, были уничтожены лично Иоанном Эфесским. В сохранившейся третьей части «Истории» Иоанна сообщается и о его участии в процессах 580 года, когда патриархи александрийский Евлогий и антиохийский Григорий были обвинены в том, что они принесли ночью в Дафне в жертву мальчика. Под пытками были получены признания и других истинных или мнимых язычников.
Инквизиционная деятельность Иоанна на службе империи, парадоксальным образом имела большое значение для укрепления антихалкидонской церковной партии и лично Иоанна на Западе. Последний, не будучи ещё епископом, оказался во главе целой организации, не зависимой от местного церковного управления и подчинённой непосредственно императору. Монастырь Дарира, состоящий под управлением Иоанна, получил от Юстиниана исключительные права, устанавливающие полную зависимость он него всех вновь построенных церквей и монастырей в четырёх митрополитских округах. Когда епископ Тралльский захотел сделать Дариру своей летней резиденций, Юстиниан встал на сторону Иоанна, подчинив ему епископа.
В результате деятельности Иоанна, который формально обращал язычников в христианство в форме официального халкидонского православия, укрепилось положение нехалкидонитов. По сравнению с 518, когда епископов-нехалкидонитов было 5 или 6, их число значительно возросло.
Неизвестно точно, когда и при каких обстоятельства произошла хиротония Иоанна в епископы. Известно, что её совершил Иаков Барадей, вероятно между 555 и 558 годами. Посвящение Иоанна лишь закрепило его существующее положение главы Асийской митрополии. О деятельности Иоанна в качестве епископа Эфеса ничего не известно, как и о границах его полномочий. Значительную часть своего времени он проводил в столице, занимаясь организационными вопросами и координацией обширной благотворительной деятельности, имея своей резиденцией т. н. «монастырь сирийцев». Необходимо при этом учитывать, что с 541 года антихалкидониты были приравнены к еретикам в отношении правовых и имущественных ограничений.

### В правление Юстина II
14 ноября 565 года скончался император Юстиниан, а через непродолжительное время патриарх Александрийский Феодосий. Эти события оказали существенное влияние как на судьбу нехалкидонитов вообще, так и на личную жизнь Иоанна Эфесского. Церковное окормление христиан-нехалкидонитов в столице и на Западе было поручено епископом Иаковом, постоянно проживающем на Востоке, Иоанну. В это время начинает проявляться раскол в стане нехалкидонитов на восточных и западных. Первенство Иоанна среди западных епископов, постоянно или временно проживавших в Константинополе, тем не менее, не было бесспорным, так как авторитетом покойного Феодосия он не обладал. Одним из главных способов воздействия в политике Иоанна были подарки и деньги, раздаваемые придворным. Подробные рассказы о «благотворительности», которой занималась сирийская колония в столице, о дарах, которыми осыпался высокопоставленными нехалкидонитами сенат и, наоборот, о взятках, получаемых Иоанном от тех, кто с его помощью рассчитывал получить епископское звание, отчётливо показывают глубочайшую коррупцию, царившую в византийской бюрократии.
В начале правления преемника Юстиниана, Юстине II, о котором ходили слухи, что он тайный антихалкидонит, а о его супруге, племянницы Феодоры, это было известно точно, положение нехалкидонитов несколько улучшилось. Однако ожидания на счёт религиозных симпатий нового императора не оправдались, он оказался равнодушен к религии, а в скором времени обнаружилась слабость его ума. Тем не менее, общее тяжёлое положение империи после смерти Юстиниана сделало межконфессиональные противоречия менее актуальными. В этот период отношение Иоанна к унии изменилось на противоположное и он становится доверенным лицом императора в данном вопросе, однако, когда в 567 году было отправлено посольство в Персию для обсуждения примирения с «восточными», Иоанн от участия в нём уклонился. В целом, собор в Каллинике, на котором рассматривался проект эдикта о примирении миафизитов с диофизитами, закончился провалом.
В это время Иоанн был занят организацией объединительного посольства в Рим, где в это время власть византийцев была крепка, а единоличным правителем был экзарх Нарсес, покровительствовавший нехалкидонитам. Однако благодаря влиянию патриарха и православной партии посольство не состоялось.
Начиная с 571 года начинается очередное преследование нехалкидонитов, которое современные исследователи связывают с борьбой клерикальных партий за конфискованную ранее собственность и светской власти против возрастающего влияния священников. Сам же Иоанн называет виновником гонений патриарха Иоанна III Схоластика, который утром 22 марта, в вербное воскресенье, получив доверенность от императора, отдал распоряжение, чтобы все нехалкидонитские собрания в столице были закрыты, а все их священники были заключены в тюрьму. В монастыри были поставлены православные священники. Сам Иоанн был пока оставлен на свободе. Большая часть епископов-нехалкидонитов изменила своей вере, остальные бежали либо были заточены в тюрьмы.
Далее последовал новый эдикт Юстина, к обсуждению которого нехалкидониты не были допущены, и который относил выполнение их требований к неопределённому будущему, который вызвал скорое разочарование сторонников унии, перерыв в церковном общении и новые аресты епископов. Иоанн сообщает, что они плакали неутешными слезами, отказывались принимать пищу и «были как мёртвые». Слёзы епископов тронули императора и он, в качестве компенсации, предложил им свободные епископские кафедры на выбор. Это предложение было с гневом отвергнуто.
Иоанн Эфесский остался неизменно верным христологической доктрине единоприродия, за что был заключен в темницу при Еввуловом ксенодохии. Там он провёл в одиночном заключении в тяжёлых антисанитарных условиях, страдая от подагры, 12 месяцев и 9 дней. В это время особенно мучительны для него были насекомые — мошки, комары и мухи; клопы и блохи кусали его днём и ночью, а мыши свили себе гнездо в его изголовье. Всё это время его посещали посланники императора и патриарха, безуспешно склоняя его к принятию унии. Затем, по специальному распоряжению его врага, Иоанна Сирмийского, он был переведён на удалённый остров, где в одиночном заключении провёл ещё 28 месяцев. Там он и встретил наступление нового царствования.

### В правление Тиберия II
Тиберий II приказал перевести Иоанна в столицу, где тот жил под стражей более трёх лет до смерти патриарха Иоанна в 577 году, после чего получил свободу в конце этого же года. Таким образом, Иоанн пробыл в заточении в разных местах более 6,5 лет. К этому времени положение нехалкидонитов уже давно изменилось к лучшему, когда патриарх перед смертью, по словам Иоанна Эфесского, раскаялся и запретил их преследования. Принужденные к общению монастыри вновь стали миафизитскими, закрытые храмы снова открылись. Но такое положение было не прочно. Государственная власть, занятая внешними проблемами, отдала религиозные вопросы церкви, которая не могла мириться с возрождением схизмы. Поэтому и при Тиберии периодически случались гонения, вплоть до полного изгнания нехалкидонитов из столицы.
Фракиец Тиберий, более полководец, чем император, был чужд религиозных проблем, однако спокойствие государства требовало оказать поддержку диафизитскому большинству. Хотя Иоанн и был знаком с ним ещё со времён юности нового императора, связь его со двором была прервана окончательно. Патриарх Евтихий, вернувшийся из изгнания и занявший свою кафедру вторично, отрицательно относился к Иоанну Схоластику и его деятельности. Будучи скорее богословом, в отличие от своего предшественника предпочитал бороться с христологией единоприродия написанием религиозных произведений, к которым Иоанн Эфесский относился презрительно.
Тем не менее, вскоре после торжественного въезда в собор святой Софии после своего вступления на престол, император издал указ о преследовании ариан. Истолкованный в расширительном смысле, он стал основой для преследования всех еретиков вообще, включая в эту категорию и нехалкидонитов. Иоанн, как глава столичных миафизитов, был вновь арестован и посажен в т. н. Решетчатую тюрьму. Там, в полуразрушенном и сыром здании, заключенные встретили Рождество 578 года. После того, как они не захотели вступить в богословские диспуты, к Иоанну начали предъявлять имущественные претензии относительно монастырского движимого и недвижимого имущества. В результате он был отпущен из тюрьмы лишённым всего своего состояния, включая ослика, на котором он ездил, страдая болезнью ног.
Иоанну было предложено покинуть столицу, однако он, судя по всему, этого не сделал, и в 580 году был ещё в Константинополе, когда благодаря просьбе гассанидского вождя Мундара-бар-Харета, помощь которого требовалась империи для борьбы с Персией, гонение на христиан было прекращено. Однако, после того, как в 581 году Мундар был обвинён и доставлен с столицу, гонения возобновились, во время которого сам Иоанн, старый и больной, не пострадал.

### В правление Маврикия
5 апреля 582 года скончался патриарх, а 5 августа того же года — император. Новый император, Маврикий, получил государство в ещё более тяжёлом положении, чем его предшественник, и потому был ещё менее склонен заниматься религиозными вопросами. В лице Маврикия императорская власть окончательно отказалась от идеи осуществить унию между церковными партиями исповедующими две и одну природы во Христе. По словам Иоанна Эфесского, император «не знал, чего они держатся и из-за чего ссорятся между собой». Новый патриарх, Иоанн Постник, не был ни политиком, ни администратором, он был всецело поглощён своим подвижничеством и занимался церковными делами после 9 часов вечера. Не видя в исповедующих миафизитскую христологию ничего дурного, он отказался от поддержки продолжения гонений.
В конечно счёте, столичные монахи-нехалкидониты, поселившиеся в Константинополе в предшествующие десятилетия, в большинстве своём покинули город и отправились за Евфрат, основав там самостоятельную церковь. В столице остались только умеренные миафизиты, согласившиеся сосуществовать с диофизитами. В этих условиях Иоанн посвятил свои последние годы подведению итогов своей долгой борьбы в «Церковной истории», которую продолжал писать почти до самой своей смерти.
На последние годы жизни Иоанна также пришёлся внутренний раскол в антихалкидонском лагере. Дата смерти Иоанна Эфесского точно не известна. Согласно сомнительному свидетельству Кира Батнского, он умер около 588 года после годичного заключения в Халкидоне, последовавшему за беспорядками после очередных гонений. Его опять безуспешно пытались склонить принять халкидонизм. После того, как он умер в предсказанный им самим день, он был торжественно похоронен.

## Роль Иоанна Эфесского во внутренних вопросах миафизитства VI века
Одновременно с внешней борьбой против официального в империи диофизитства, в среде сторонников миафизитской христологии происходили внутренние конфликты между представителями различных течений и групп. Нехалкидониты были едины в своём отрицании Халкидонского собора, однако имея свободу в своих догматических рассуждения к началу VII века в их партии возникло несколько христологических групп и канонических разделений. В халкидонитской традиции это называется «разделением монофизитства», которое насчитывало около 12 или 13 ветвей. Основные разногласия вызывали вопросы о количестве природ во Христе и их качествах.
Иоанн Эфесский осуждал это разделение, и после внешней борьбы усилия по сохранению единства нехалкидонской церковной партии были важнейшей задачей его жизни. В силу глубины и природы внутренних разногласий эти усилия были обречены на неудачу. Во всех этих конфликтах, вызванных переносом правил аристотелевой логики в сферу богословской мысли, он обвинял «схоластиков» и относился к ним с осуждением. Отсюда вытекал консервативных характер религиозной полемики Иоанна, сводящейся к выборке подходящих цитат из отцов церкви, к обличению канонических отступлений и нравственным увещеваниям.

### Отношение к юлианизму
Один из важных споров среди миафизитов возник из вопроса, заданного Севиру Антиохийскому одним александрийским монахом: «Тело Христово тленно или не тленно?». Севир на этот вопрос ответил положительно. Другой точки зрения придерживались последователи Юлиана Галикарнасского, называемые своими противниками автардокетами.
Хотя этот спор ко второй половине VII века почти утих, юлианисты создали, фактически, отдельную церковь со своей иерархией, утвердившись в центре малоазийского антихалкидонитства — Эфесе. Во главе её стоял некий епископ Прокопий. В результате усилий Иоанна Эфесского, называвшего это учение др.-греч. φαντασία, а его последователей «фантазистами», Прокопий несколько раз отказывался, а затем возвращался вновь к своим убеждениям. Тем не менее, к моменту своей смерти он не назначил себе преемника, считая такую хиротонию неканонической, поэтому после его смерти юлианисты должны были прибегнуть к поставлению себе епископа возложением рук умершего. Новый епископ Евтропий рукоположил сразу после этого 10 новых епископов, после чего это течение стало распространяться по всей империи, проникнув вплоть до Армении и Египта.
С другой стороны, противо-юлианистская полемика пришла к разделению по вопросу о сущности тления — одни понимали её как разрушение по форме, тогда как другие и по форме, и по материи. Иоанн Эфесский называл последнюю точку зрения, из которой следовал практический вывод о том, что воскресение произойдёт в каких-то других телах, ересью «афанасиан» по имени влиятельного в столице монаха Афанасия, внука императрицы Феодоры. В числе приверженцев данной ереси Иоанн называет православного патриарха Евтихия, якобы написавшего богословский трактат на эту тему.

### Тритеистские споры
Появившееся около 557 года в среде придворного миафизитства течение, утверждающее раздельность лиц Троицы, связывается с именем монаха или ученика придворного переводчика Иоанна Асконагиса. Пожелав после смерти своего учителя занять его должность, он должен был рассказать перед императором о своей вере, в результате чего был изгнан разгневанным императором как язычник. Тем не менее, Асконагис составил книгу «извлечений» из святоотеческих писаний и начал распространять своё учение. Среди его последователей были комментатор Аристотеля Иоанн Филопон, внук императрицы Афанасий и Сергий, впоследствии патриарх Антиохийский. Усилиями епископов Конона Тарсского и Евгения Селевкийского учение распространилось среди сирийских монастырей, внося раскол в среду антихалкидонитов.
Все эти расколы, очевидно, препятствовали объединительным усилиям византийских императоров, поэтому естественно, что первым обличителем ереси Асконагиса стал Иоанн Эфесский. Однако суть полемики из его «Истории» проследить сложно, так как рассказ его об этом весьма поверхностен. Известно, что Иоанн Эфесский ставил в вину Асконагису возвращение к арианству и проповедь «трёх богов». Вероятно, эти обвинения не имели каких-либо оснований, и, в целом, позиция Иоанна не нашла поддержки ни в нехалкидонитском патриархате Александрии, ни у его предстоятеля, патриарха Феодосия. Последний в том же 557 или 558 году издал своё «слово», которое со строго-консервативной позиции заявляло о невозможности судить о Боге со строго логичных позиций и призывало держаться учения Отцов Церкви. Уклончивое по своей сути, оно не было направлено против тритеистов и не прекратило спора. Некоторая часть миафизитов откололась от Феодосия и основала секту, известную по «Истории» Иоанна Эфесского как «кондобавдиты».
Другая многочисленная и влиятельная группировка, во главе которой стояли епископы Конон Тарсский и Евгений Селевкийский, вкладывала в «Слово» тритеистский смысл. После смерти Феодосия, который при своей жизни не внёс ясности в данный вопрос, возникла серьёзная опасность захвата власти в западной нехалкидонской общине вождями тритеистов. Для этого у них были как финансовые и административные возможности, которые им мог предоставить Афанасий, так и внутрицерковные, проистекающие из близости епископов Конона и Евгения к главе восточных миафизитов Иакову Барадею. На защиту правоверного миафизитства выступила консервативная монашеская группа, во главе которой, вместе с патриархом Павлом стал Иоанн Эфесский. В кононизме Иоанн видел тот же тритеизм, что и у Асконагиса, и называл своих противников «политеистами», которые, в свою очередь, называли своих оппонентов «савеллианами, принимающими воплощение Троицы».
Поскольку у представителей конфликтующих фракций были значительные противоречия и во внедогматической сфере, на многих современников этот спор производил впечатление сведения личных счётов. К такой точке зрения пришёл, в конце концов, и император Юстин II. Спор не утих и после смерти Асконагиса и Феодосия, его дальнейшая история включала в себя проведение двух совещаний зимой 567—568 года в помещениях Большого дворца между Иоанном и Кононом при участии в качестве посредников представителей императора, подписание и последующее отречение партией Конона от примирительного документа, обвинение Афанасием Иоанна в хищении 70 кентинариев из общественных сумм, вмешательство Арефы. Попытку поставить окончательную точку в этом споре предприняли восточные епископы во главе с Иаковом, осенью 569 года выпустившие энциклику, осуждавшую и отлучавшую Конона и Евгения, что стало победой партии Иоанна Эфесского. Однако осужденные, не смирившись, решили привлечь к разрешению спора императора, который, не оставив ещё надежду объединить нехалкидонитов, приказал патриарху Иоанну Схоластику провести расследование. Последний, в свою очередь, предложил устроить богословский диспут, участниками которого со стороны ортодоксальных миафизитов стали Иоанн и патриарх Павел. На четвёртый день враждебное отношение ортодоксов к судьям стало причиной досрочного прекращения диспута. Таким образом, эта ссора, затухшая только с началом очередных гонений на миафизитов в 571 году, существенно испортила репутацию движения в глазах как власти, так и верующих.

### «Западные» и «восточные» миафизиты
Тритеистский спор выявил расхождение между «западными» и «восточными» миафизитами в том числе и в канонических вопросах. Разногласия касались двух вопросов: отношения к халкидонитам и внутренней организации нехалкидонской церкви. Тогда как «восточные» рассматривали диофизитов как безнадёжных еретиков и стремились к полному от них отделению, «западные» относились к своим оппонентам более терпимо и стремились к заключению унии. В связи с этим, унионисты отстаивали превосходство столицы, как источника миафизитской кафоличности, а восточные сепаратисты, поддерживаемые простым монашеством, стремились к полной автономии окраин. Географической границей этих двух направлений был Евфрат.
Вопрос об отношении к диофизитам, проблема, следует ли их перекрещивать или применять к ним какие-то другие очистительные процедуры, привёл к усугублению раскола после смерти патриарха Феодосия и назначения его преемником Павла. Признававший общение с дифизитами и поддерживаемый столичными епископами, в Египте и на востоке его обвиняли во всех преступлениях до убийства включительно.
Победа в этом споре, после изменения религиозной политики Юстина II, досталась «восточным». Вначале им удалось добиться поддержки восточных епископов во главе с Иаковом Барадеем, первоначально поддерживавших своих западных коллег, а затем и западных монахов. Позиция Иоанна, с одной стороны разделявшего взгляды «западных», а с другой понимание, что главные силы антихалкидонства сосредоточены на востоке, предопределила его нейтралитет, и, как следствие, изоляцию.

## Труды

### Общая характеристика
Превратности судьбы и отсутствие литературной подготовки не помешали Иоанну Эфесскому оставить богатое литературное наследство, судьба которого была столь же печальна, как и судьба его церковной деятельности — только незначительная часть его трудов дошла до нашего времени. Возможными причинами этому были падение миафизитства в западной части империи и политические катастрофы на востоке. Уже при его жизни часть сочинений была утрачена, и впоследствии даже самые начитанные из сирийских хронистов-компиляторов (псевдо-Дионисий Телль-Махрский и Илия бар Шинайя) не имели под руками полной версии «Истории». Соответственно, с уверенностью нельзя даже судить о том, известны ли хотя бы по названиям все его произведения. На основании упоминаний в дошедших до нас источниках, можно составить следующий список произведений Иоанна Эфесского:
- «Книга гонений», написанная, вероятно в 536—537 годах и известная по упоминанию в 35-й «истории святых». Книга до нас не дошла и не известно, воспользовался ею ли какой-то автор[58].
- Воспоминания «о чуме, бывшей по всей земле, особенно же в странах южных», посвящённые событиям юстиниановой чумы. Этот рассказ впоследствии вошёл в утраченную вторую часть «Церковной истории» и в компилятивные труды Михаила Сирийца (кратко) и псевдо-Дионисия (более подробно). Историческое значение «Воспоминания» не велико, оно содержит, в основном, нравоучительными размышлениями по поводу эпидемии[59].
- «Книга историй о житиях святых восточных», написанная в 566—568 годах. Это произведение будет рассмотрено ниже.
- «Церковная история» в трёх частях, написанная между 566—585 годами. Это произведение будет рассмотрено ниже.
- «Апология к восточному собору и ко всем сонмам верующим», посвящённая унии 571 года и последовавшим за ней гонениям и написанная между 571 и 575 годами[60].
- Большое количество посланий.

Из всего перечисленного, до нашего времени дошли в подлинном виде только некоторая часть «Церковной истории» и «Жития восточных святых», тоже не полностью.

### «Церковная история»
«Церковная история» Иоанна Эфесского является старейшим произведением в этом жанре, дошедшим до нашего времени от сирийских яковитов. Иоанн разделил своё произведение на три части. Первые две книги охватывают период от Юлия Цезаря до седьмого года правления Юстина II, третья часть заканчивается на 585 году. Первая часть, к сожалению, полностью утрачена. Фрагменты второй части сохранились в двух манускриптах, датированных 875 годом, хранящихся в Британском музее и опубликованных Яном Ландом во втором томе Anecdota Syriaca. В хронике Михаила Сирийца описания ряда исторических эпизодов ранней церковной истории, таких как обращение Константина Великого папой Сильвестром I, отмечены, как заимствованные из «Истории» Иоанна Эфесского. На основании проведённого анализа, А. Дьяконов сделал вывод, что вероятными источниками первой части «Истории» начиная с эпохи Константина Великого были Феодор Чтец и Иоанн Малала.
Третья часть «Истории» сохранилась с многочисленными и существенными лакунами в единственной пергаментной рукописи № 14640, также хранящейся в Лондоне. Законченный в марте 688 года манускрипт был закончен писцом по имени Сергуна.
Восстанавливаемые по компилятивным источникам утраченные фрагменты «Истории» не дают полного представления об оригинале, так как в них сведения располагаются по годам, а Иоанн ЭФесский писал прагматическую историю и не считался с хронологической последовательностью. Кроме того, третья часть писалась во время гонений, когда у автора не было под рукой ранее написанных глав, что приводило к повторам. В результате это приводило к дополнительным недоразумениям у компиляторов, которые неправильно датировали известия Иоанна или принимали одно и то же событие за два разновременных факта.

### «Жития восточных святых»
Первые сборники агиографических рассказов, в которых повествовалось о преследованиях за истинную веру, появились в конце IV века. Среди церковных историков, писавших в этом жанре. следует отметить Палладия Еленопольского, автора Лавсаика, и Феодорита Кирского. Жития святых яковитской церкви V—VI веков, составленные Иоанном, являются ценнейшим источником о распространении миафизитства в Сирии, а также об экономический процессах ближневосточного региона от Антиохии до Александрии. Основной задачей своего труда Иоанн Эфесский считал нравственное назидание. Поясняя в 17-й истории своего сборника мотивы, которыми он руководствовался, создавая это произведение, Иоанн Эфесский с горечью пишет:
Предположив изобразить, хотя бы и бледно, картину добродетелей святых, к которым я приходил во времена юности, и передать её на общую пользу, хотя бы на пользу того остатка людей, который ещё существует в наши дни, я прихожу в великое изумление при мысли, каким образом все эти чудесные и доблестные мужи, подобные чистому и беспримесному вину, устранены, а мир, как противный и мутный от грязи отстой, остался существовать, и мы на это не обращаем внимания.
По сравнению с «Церковной историей» жития дошли до нашего времени в гораздо лучшем состоянии, из 57 историй только одна утрачена полностью и у 5 отсутствуют отдельные листы. Создание первой версии произведения А. П. Дьяконов относит к 566 году, после чего было ещё две редакции.

## Историография
Как было сказано выше, сведений о жизни Иоанна Эфесского сохранилось немного. Прежде всего это объясняется общей бедностью церковно-исторической литературы VI века, практически единственным представителем которой был сам Иоанн. Какие-то сведения можно было бы ожидать получить от его единоверцев — Кира Батнского и Псевдо-Захарии, однако первый полностью утрачен, а большая часть трудов второго в последней части, относящейся к периоду 540—569 годов, также не сохранилась. Что касается греческих историков, то Прокопий Кесарийский свою «Церковную историю» так и не написал, а Евагрий Схоластик во второй половине своей «Истории» больше внимания уделяет светским делам. Другой причиной, объясняющей забвение Иоанна в сирийских источниках, является непопулярность течения, к которому он принадлежал после отделения яковитской церкви.
До 1853 года, когда третья часть «Церковной истории» была опубликована в Оксфорде Кюртоном, имя Иоанна Эфесского было практически не известно исследователям, встречаясь только в отрывках из «Хроники» псевдо-Дионисия Телль-Махрского, опубликованных Иосифом Ассемани и в «Хронике» Григория Бар-Эбрая. Три года спустя теолог из университета Лейдена Й. Ланд опубликовал первое критическое исследование жизни и творчества Иоанна. В 1860 году появился английский перевод издания Кюртона, выполненный оксфордским профессором Робертом Пейн-Смитом, а в 1862 году немецкий. В 1868 году Ланд выпустил «Commentarii de Beatis Orientalibas» и вторую часть «Церковной истории». В последующие годы продолжали выходить переводы на европейские языки.
В 1882 году немецкий ориенталист Клейн опубликовал официальную переписку по вопросам тритеизма, в которой Иоанн принимал непосредственное участие. Важным этапом стал выход в свет французского издания трудов Михаила Сирийца в 1899—1905 годах, давшей новые данные для восстановления содержимого утраченных частей «Церковной истории» и проливающей дополнительный свет на подробности жизни Иоанна Эфесского.
Вплоть до настоящего времени наиболее полным исследованием всех вопросов, относящихся к личности и творчеству Иоанна Эфесского, является опубликованная в 1908 году фундаментальная монография А. П. Дьяконова. Русский исследователь, проделав огромную работу и сопоставив разрозненные факты, смог составить хронологию жизни Иоанна. Э. У. Брукс, издавший в 1923—24 годах в серии Patrologia Orientalis «Жития восточных святых» и подготовивший краткую биографию Иоанна Эфесского отметил, что только в редких случая ему пришлось отступить от изложения А. П. Дьяконова. С тех пор данная тема не становилась предметом серьёзного исследования.

### Комментарии
1. ↑  528/529 году н. э.
2. ↑  Селевкидской эры, соответствует периоду с 1 сентября 541 года по 1 апреля 542 года.

### Сноски
1. ↑  Menze, 2008, p. 9.
2. ↑  Пигулевская, 1941, с. 15.
3. ↑  Kazhdan, Alexander, ed. (1991). The Oxford Dictionary of Byzantium. Oxford University Press: Oxford and New York. ISBN 0-19-504652-8.
4. 1 2  Дьяконов, 1946.
5. ↑  Дьяконов, 1908, с. 6—7.
6. ↑  Land, 1856, p. 194.
7. ↑  Land, 1856, p. 55—56.
8. ↑  Дьяконов, 1908, с. 32.
9. ↑  Василий Великий. Правила пространно изложенные, вопрос 15. Дата обращения: 28 сентября 2011. Архивировано 6 июля 2012 года.
10. ↑  Дьяконов, 1908, с. 35—36.
11. ↑  Дьяконов, 1908, с. 33—34.
12. ↑  Дьяконов, 1908, с. 27.
13. ↑  Давыденков, 2001.
14. ↑  Дьяконов, 1908, с. 37—43.
15. ↑  Lives, 1924, p. 319 [521].
16. ↑  Дьяконов, 1908, с. 44.
17. ↑  Дьяконов, 1908, с. 44—47.
18. ↑  Дьяконов, 1908, с. 29—31.
19. ↑  Дьяконов, 1908, с. 47—50.
20. ↑  Дьяконов, 1908, с. 50—51.
21. ↑  Дьяконов, 1908, с. 83—84.
22. ↑  Дьяконов, 1908, с. 51.
23. ↑  Дьяконов, 1908, с. 63.
24. ↑  Дьяконов, 1908, с. 61.
25. ↑  Дьяконов, 1908, с. 62.
26. ↑  Дьяконов, 1908, с. 64.
27. ↑  Дьяконов, 1908, с. 66.
28. ↑  Дьяконов, 1908, с. 69.
29. ↑  Дьяконов, 1908, с. 70.
30. ↑  Пигулевская, 1941, с. 16.
31. ↑  Прокопий, «Тайная история», IX, 14-20.
32. ↑  Пигулевская, 1941, с. 17.
33. ↑  Прокопий, «Тайная история», XXI, 6-7
34. ↑  Пигулевская, 1941, с. 17—18.
35. 1 2  Пигулевская, 1941, с. 19.
36. ↑  Дьяконов, 1908, с. 109.
37. ↑  Пигулевская, 1941, с. 20.
38. ↑  Дьяконов, 1908, с. 111—118.
39. ↑  Dijkstra, 2005, p. 131.
40. ↑  Дьяконов, 1908, с. 165.
41. ↑  Болотов, 1918, с. 332.
42. ↑  Дьяконов, 1908, с. 124.
43. 1 2  Atiya, 1980, p. 180.
44. ↑  Дьяконов, 1908, с. 127.
45. ↑  Michel le Syrien, 1901, p. 251.
46. ↑  Ebied, 1981, pp. 20—31.
47. ↑  Дьяконов, 1908, с. 128.
48. ↑  Kirchengeschichte, 1862, p. 85.
49. ↑  Roey, Allen, 1994, pp. 105—107, 281-282.
50. ↑  Kirchengeschichte, 1862, p. 43—44.
51. ↑  Дьяконов, 1908, с. 131—132.
52. ↑  Michel le Syrien, 1901, p. 294.
53. ↑  Дьяконов, 1908, с. 133—143.
54. 1 2  Дьяконов, 1908, с. 144.
55. ↑  Дьяконов, 1908, с. 148.
56. ↑  Дьяконов, 1908, с. 149.
57. ↑  Дьяконов, 1908, с. 167.
58. ↑  Дьяконов, 1908, с. 167—168.
59. ↑  Дьяконов, 1908, с. 168—169.
60. ↑  Дьяконов, 1908, с. 169—170.
61. ↑  Дьяконов, 1908, с. 171.
62. ↑  Duval, 1907, p. 181.
63. ↑  Дьяконов, 1908, с. 202.
64. ↑  Steppa, 2005, p. 79.
65. ↑  Duval, 1907, p. 150.
66. ↑  Дьяконов, 1908, с. 376—377.
67. ↑  Дьяконов, 1908, с. 372—374.
68. ↑  Дьяконов, 1908, с. 1.
69. ↑  Kleyn, 1882.
70. ↑  Lives, 1923, p. III.
71. ↑  Lives, 1923, p. IV.
72. ↑  Shahîd, 1995, p. 583.

### Произведения
- John of Ephesus. The third part of the Ecclesiastical history of John, bishop of Ephesus / W. Cureton. — Oxford, 1853.
- Johann von Ephesus. Die Kirchengeschichte des Johannes von Ephesus / J.M. Schönfelder. — Munchen, 1862.
- John of Ephesus. I // Lives of the Eastern Saints / E. W. Brooks. — Paris: Firmin-Didot, 1923. — 854 p. — (Patrologia Orientalis).
- John of Ephesus. II // Lives of the Eastern Saints / E. W. Brooks. — Paris: Firmin-Didot, 1924. — 834 p. — (Patrologia Orientalis).

### Исследования
на английском языке
- Atiya A. A History of Eastern Christianity. — Millwood, N.Y.: Kraus Reprint, 1980. — 489 p. — ISBN 978-0-527-03703-1.
- Dijkstra J. H. F. Religious Encounters on the Southern Egyptian Frontier in Late Antiquity (AD 298 – 642). — диссертация. — Rijksuniversiteit Groningen, 2005. — 242 p.
- Ebied R. Y., Roey A. van, Wickham L. R. Peter of Callinicum: anti-Tritheist dossier. — 1981. — 129 p. — (Orientalia Lovaniensia Analecta). — ISBN 978-90-70192-06-8.
- Harvey S. A. Asceticism and society in crisis: John of Ephesus and the Lives of the Eastern saints. — Berkeley: University of California Press, 1990. — 226 p. — ISBN 0520065239.
- Menze V.-L. Justinian and the making of the Syrian Orthodox Church. — Oxford University Press, 2008. — 316 p. — ISBN 978-0-19-953487-6.
- Roey A. van, Allen P. Monophysite texts of the sixth century. — Leuven: Peeters Publishers, 1994. — 320 p. — ISBN 90-6831-539-0.
- Palmer A. Monk and mason on the Tigris frontier: the early history of Ṭur ʻAbdin. — Cambridge: Cambridge University Press, 1990. — 265 p. — ISBN 0 521 36026 9.
- Steppa J.-E. John Rufus and the world vision of anti-Chalcedonian culture. — Piscataway, N.J.: Gorgias Press LLC, 2005. — 196 p. — ISBN 1-59333-131-2. Архивировано 18 февраля 2014 года.
- Shahîd I. Byzantium and the Arabs in the sixth century. — Dumbarton Oaks, 1995. — Т. 1.
- Wace H. Joannes, bishop of Ephesus (англ.). Dictionary of Christian Biography and Literature to the End of the Sixth Century A.D., with an Account of the Principal Sects and Heresies. Дата обращения: 31 декабря 2010. Архивировано 11 мая 2012 года.

на немецком языке
- Kleyn H. G. Jacobus Baradeus, de stichter der Syrische monophysietische Kerk. — Leyden, 1882.
- Land J. P. N. Joannes Bischof von Ephesos, der erste syrische Kirchenhistoriker. — Leyden: E.J. Brill, 1856. — 200 с.

на русском языке
- Болотов В. В. Лекции по истории древней Церкви. — Петроград: Третья Государственная Типография, 1918. — Т. 4. — 600 с.
- Давыденков О. В. Религиозная политика при Юстине I (518-526) и в первый период единоличного царствования Юстиниана I (527-540). Рост монофизитства в Константинополе // Вестник ПСТГУ. Предыстория. Богословский сборник. — 2001. — Вып. 9. — С. 59–72.
- Дьяконов А. П. Иоанн Ефесский и его церковно-исторические труды. — Санкт-Петербург: Типография В. Ф. Киршбаума, 1908. — 417 с.
  - переиздание: Дьяконов А. П. Иоанн Ефесский и его церковно-исторические труды. — СПб.: Издательство Олега Абышко, 2006. — 656 с. — (Библиотека христианской мысли. Исследования). — ISBN 5-89740-125-4.
- Дьяконов А. П. Известия Иоанна Эфесского и сирийских хроник о славянах VI-VII веков // Вестник древней истории. — М.-Л.: Издательство АН СССР, 1946. — Т. 15, № 1.
- Иванов С. А. Византийское миссионерство. — М.: Языки славянской культуры, 2003. — 376 с. — ISBN 5-94457-114-4.
- Пигулевская Н. В. Сирийские источники по истории народов СССР / Отв. редактор В. В. Струве. — М.‒Л.: Издательство Академии наук СССР, 1941. — 170 с.

на французском языке
- Duval R. La littérature syriaque. — Paris, 1907. — 430 p.

### Прочие источники
- Michel le Syrien. Chronique / J.-B. Chabot. — Paris: Ernest Leroux, Éditeur[фр.], 1901. — Т. II.